# Корейцы в США
Корейцы в США (кор. 한국계 미국인, Хангук-ке мигугин) — американцы, имеющие полное или частичное корейское этническое происхождение. Большинство американцев корейского происхождения ведут свою родословную из Южной Кореи.
По состоянию на 2023 год американцы корейского происхождения составляли около 0,6% населения США, насчитывая около 2 миллионов человек. Они являются пятой по величине подгруппой в азиатско-американском сообществе после американцев китайского происхождения, филиппинцев, индийцев и вьетнамцев.
В Соединенных Штатах проживает самая большая в мире корейская диаспора, в основном из Южной Кореи. По состоянию на 2006 год из-за исторических дипломатических проблем, возникших в результате Корейской войны 1950-х годов, число северокорейских перебежчиков в США оставалось менее 220 человек, что составляет незначительные 0,008352 процента от общей численности корейцев в США. Таким образом, очевидно, что подавляющее большинство корейско-американского населения ведет свои корни из Южной Кореи. Республика Корея признана главным союзником Соединенных Штатов, укрепляющим отношения, основанные на общих ценностях, взаимосвязанных экономических интересах и стратегическом сотрудничестве в области безопасности.
По данным Министерства иностранных дел Республики Корея, по состоянию на 2021 год численность корейцев, проживающих за рубежом, в Соединенных Штатах составляла 2 633 777 человек. Эта цифра включает как граждан США корейского происхождения, так и граждан Южной Кореи, проживающих в США. В частности, в США проживало 1 529 855 граждан США корейского происхождения и 1 103 922 гражданина Южной Кореи. К 2021 году Бюро переписи населения США сообщило, что число американцев корейского происхождения составило 1 469 854 человека, учитывая только тех, кто идентифицировал себя с единственной расой. Примечательно, что около 1 011 589 из этих людей родились в Корее. Численность населения оставалась относительно стабильной до 2023 года, и Фонд корейцев за рубежом сообщил о цифре в 2 615 419 человек.

## Демография
По состоянию на 2023 год в Соединенных Штатах, где проживает самая большая группа корейцев, проживающих за рубежом, наблюдается следующее распределение корейских американцев.
- В Калифорнии проживает 558 338 американцев корейского происхождения.
- В Нью-Йорке проживает 141 745 американцев корейского происхождения.
- В Техасе проживает 115 107 американцев корейского происхождения.
- Община американцев корейского происхождения Нью-Джерси насчитывает 113 736 человек.
- В Вирджинии проживает 94 275 американцев корейского происхождения.
- В Вашингтоне проживает 92 798 американцев корейского происхождения.
- В Иллинойсе проживает 81 340 американцев корейского происхождения.
- Община американцев корейского происхождения Джорджии насчитывает 75 525 человек.
- В Мэриленде проживает 48 468 американцев корейского происхождения.
- В других штатах в общей сложности проживает 509 870 американцев корейского происхождения[8].

В 2023 году доля американцев корейского происхождения в населении значительно варьируется по всей территории США. Самая высокая доля приходится на Гавайи, где проживает 3,87% от общей численности населения штата. За ним следует Калифорния с 1,43%, где проживает община американцев корейского происхождения; это особенно высокий показатель, учитывая, что общее соотношение корейской этнической принадлежности составляет 0,6%. В США в штате Вашингтон (1,28%), Нью-Джерси (1,19%) и Вирджинии (1,09%) также есть относительно общины американцев корейского происхождения. Доля Мэриленда составляет 0,97%, а Аляски - 0,95%. На долю Невады приходится 0,72%, Нью-Йорка - 0,71% и Джорджии - 0,69%
По данным переписи 2010 года, двумя столичными районами с наибольшим количеством американцев корейского происхождения были объединенный статистический район Большого Лос-Анджелеса (334 329 человек) и объединенный статистический район Большого Нью-Йорка (218 764 человека). Столичный регион Балтимор-Вашингтон занимает третье место, где около 93 000 американцев корейского происхождения проживают в округах Говард и Монтгомери в Мэриленде и округе Фэрфакс в Вирджинии. В Южной Калифорнии и столичном районе Нью-Йорка проживает самое большое население корейцев за пределами Корейского полуострова. По состоянию на 2012 год в столичном регионе Лос-Анджелес проживало 226 000 американцев корейского происхождения, в Нью-Йорке (включая север Нью-Джерси) – 153 000 американцев корейского происхождения, а в Вашингтоне – 60 000.
В процентном отношении численность американцев корейского происхождения округа Берген, штат Нью-Джерси, в столичном регионе Нью-Йорка, составляла 6,5% от численности населения округа Берген в 2022 году, что было самым высоким показателем среди всех округов Соединенных Штатов. Округ Берген, где расположены престижные академии округа, а также североамериканские штаб-квартиры южнокорейских чеболей, включая Samsung, LG Corp, и Hanjin Shipping, был домом для всех и входит в число 10 крупнейших муниципалитетов страны по процентной доле корейского населения. Эти 10 лучших муниципалитетов в растущем корейском центре округа Берген, штат Нью-Джерси, через мост Джорджа Вашингтона от Нью-Йорка, возглавлялись парком Палисейдс, муниципалитетом с самой высокой плотностью этнических корейцев в Западном полушарии. Парк Палисейдс, в котором широко распространены вывески на хангыле и который известен как Корейская деревня, уникален тем, что в нем проживает корейское большинство, составляющее 53,7% населения района в 2022 году. Здесь самая высокая плотность корейского населения и самый высокий процентный показатель среди всех муниципалитетов Соединенных Штатов. В 2010 году в Лос-Анджелесе проживало самое большое количество американцев корейского происхождения среди всех городов США – примерно 108 282 человека. В период с 1990 по 2000 год в Джорджии проживала самая быстрорастущая корейская община в США, рост которой за это десятилетие составил 88,2%. В столичном регионе Атланты проживает значительное количество американцев корейского происхождения, в основном в округе Гвиннет (2,7% корейцев) и округе Фултон (1,0% корейцев).
Согласно статистике Международного корейского фонда и Министерства иностранных дел и торговли Республики Корея, в период с 1953 по 2007 год в Соединенных Штатах было усыновлено 107 145 южнокорейских детей..
Согласно данным Бюро переписи населения США, проведенным в 2005 году, примерно 432 907 этнических корейцев в США были коренными американцами, а 973 780 родились в других странах. Число натурализованных американцев корейского происхождения составляло 530 100 человек, в то время как 443 680 корейцев в США не были американскими гражданами.
В то время как люди, живущие в Северной Корее, не могут — за исключением редких случаев — покинуть свою страну, в США проживает много людей северокорейского происхождения, значительная часть которых бежала на юг во время Корейской войны и позже эмигрировала в Соединенные Штаты. Поскольку Закон о правах человека в Северной Корее от 2004 года разрешил принимать северокорейских перебежчиков в качестве беженцев, после 2004 года около 130 человек поселились в США с таким статусом.
Округа с наибольшим корейским населением — округ Лос-Анджелес и округ Ориндж в Калифорнии, округ Берген в Нью-Джерси и округ Квинс в Нью-Йорке.

## История
Корейскую иммиграцию в США можно разделить на четыре этапа:
- Небольшая иммиграция около 1884 г.
- Ранняя иммиграция с 1903 по 1950 гг.
- Иммиграция в результате Корейской войны (1950–1964)
- Иммиграция после Закона об иммиграции 1965 года

### Небольшая иммиграция около 1884 г.
Около 1884 года, после установления дипломатических отношений между США и Кореей (тогда именовавшейся Чосон) посредством Договора о мире, дружбе, торговле и мореплавании, небольшая группа дипломатов прибыла в США в рамках специальной корейской миссии 1883 года в Соединенные Штаты. В состав этой миссии входил Мин Ён Ик и Ю Кил-чун, последний из которых остался в США на несколько лет для учебы, что сделало его первым корейским студентом по обмену в США.

### Ранняя иммиграция с 1903 по 1950 гг.
Одним из первых американцев корейского происхождения был Филип Джейсон, который приехал в Америку в 1884 году и стал лидером движения за независимость Кореи. Другой заметной фигурой в сообществе корейских иммигрантов является Ан Чханхо, известный подпрозванием Досан, протестантский общественный деятель. Он приехал в Соединенные Штаты в 1902 году для получения образования. В 1903 году он основал Общество дружбы и Общество взаимопомощи. Он также был политическим активистом во время японской оккупации Кореи.
Другой заметной фигурой в сообществе корейских иммигрантов был Ли Сын Ман, методист. Он приехал в Соединенные Штаты в 1904 году и получил степень бакалавра в Университете Джорджа Вашингтона в 1907 году, степень магистра в Гарвардском университете и степень доктора философии в Принстонском университете в 1910 году. В 1910 году он вернулся в Корею и стал политическим активистом. Позже он стал первым президентом Республики Корея.
В 1903 году первая группа корейских рабочих прибыла на Гавайи 13 января, и этот день теперь ежегодно известен как День американцев корейского происхождения. Миграцию корейцев на Гавайи можно объяснить условиями как в США, так и в Корее. Корейцы пострадали от серии стихийных бедствий и высоких налогов. На Гавайях владельцы плантаций, которые полагались на китайскую и японскую рабочую силу, столкнулись с нехваткой рабочей силы после принятия Закона об исключении китайцев из числа рабочих мест в 1882 году. Корейцы были привлечены в качестве альтернативного источника рабочей силы. Король Коджон способствовал корейской иммиграции, создав Корейский департамент эмиграции и предоставив американским бизнесменам разрешение нанимать корейцев для иммиграции в Корею.
В период с 1904 по 1907 год около 1000 корейцев прибыли на материк с Гавайев через Сан-Франциско. Многие корейцы расселились по Тихоокеанскому побережью в качестве сельскохозяйственных рабочих или наемных рабочих в горнодобывающих компаниях, а также в качестве подсобных рабочих на железных дорогах. Услуга невест по фотографии стала обычной практикой для корейских мужчин для заключения брака.
Помимо тех, кто искал лучших экономических возможностей в США, были также корейцы, уехавшие в США в качестве беженцев из Японской империи. В период с 1910 по 1918 год 541 студент бежал из Японии и прибыл в США через третью страну. Такие люди, как Ван Са Сун, которые были активно вовлечены в движение за независимость Кореи, также приехали в США, спасаясь от преследований со стороны Японии.
В период с 1905 по 1910 год в общинах американцев корейского происхождения усилилась политическая активность в ответ на японскую агрессию в отношении Кореи.
Американцы корейского происхождения создавали организации по всей территории США, в основном на Гавайях и в Калифорнии. В 1903 году, в том же году, когда на Гавайи прибыли первые корейские рабочие, корейцы основали Синминхо (Новую народную ассоциацию). В 1909 году две крупнейшие организации объединились, образовав Корейскую национальную ассоциацию, крупнейшую организацию корейских иммигрантов в Северной Америке. Основанная в Сан-Франциско Корейская национальная ассоциация со временем расширилась до 130 отделений. Организация координировала деятельность американцев корейского происхождения по всей Северной Америке, проводя массовые акции протеста и позиционируя себя как официального представителя американцев корейского происхождения. Среди лидеров были Ан Чанхо, Ли Сын Ман и Пак Ён Ман. Эта организация, наряду со многими другими, сыграла ключевую роль в движении за независимость Кореи в период с 1910 по 1945 год.
После аннексии Кореи Японией в 1910 году миграция корейцев в Соединенные Штаты практически прекратилась. Японское колониальное правительство первоначально разрешило корейцам иммигрировать в США, начиная с 1902 года, но позже запретило корейскую эмиграцию, чтобы обеспечить рабочую силу на Корейском полуострове и защитить американцев японского происхождения от корейской конкуренции в США. Однако японское правительство разрешило корейским женщинам иммигрировать в США (многие из которых прибыли в качестве «невест по фотографии»), чтобы усмирить националистические настроения в общинах американцев корейского происхождения. Закон об иммиграции 1924 года (также известный как Закон об исключении корейцев) также был направлен на систематическое недопущение корейских иммигрантов в США.

### Иммиграция в результате Корейской войны (1950–1964)
Благодаря Закону об иммиграции и гражданстве 1952 года для американцев азиатского происхождения открылись более широкие возможности, что позволило американцам корейского происхождения переехать из анклавов в районы проживания среднего класса. Когда в 1953 году закончилась Корейская война, небольшое количество студентов и специалистов въехало в Соединенные Штаты. Более многочисленную группу иммигрантов составляли женщины, состоящие в браке с американскими военнослужащими, которых обычно называют «военными невестами». Эти женщины сталкивались с дискриминацией как в США, так и в Южной Корее, где многих из них называли шлюхами или предательницами. После этого, в 1953 году, Южная Корея разрешила международное усыновление. Это было вызвано последствиями Корейской войны, в результате которой многие дети стали сиротами. В результате разрешения внешнего усыновления в Южной Корее большинство детей были усыновлены из семей по всей территории Соединенных Штатов. С принятием Закона об иммиграции и гражданстве в 1965 году корейцы стали одной из самых быстрорастущих азиатских групп в Соединенных Штатах, уступая только филиппинцам.

### Иммиграция после Закона об иммиграции 1965 года
Закон об иммиграции и гражданстве 1965 года отменил систему квот, которая ограничивала число азиатов, которым разрешался въезд в Соединенные Штаты. С 1970 по 1990 год в США иммигрировало более 560 000 корейцев. С тех пор большое количество корейцев, в том числе некоторые из Северной Кореи, прибывшие через Южную Корею, иммигрировали, что с 1975 года ставит Корею в шестерку крупнейших стран происхождения иммигрантов в Соединенные Штаты. Причины иммиграции различны и включают в себя стремление к свободе и поиск лучших экономических возможностей. Закон об иммиграции 1965 года также привел к изменению демографической ситуации в сообществе американцев корейского происхождения, когда «новые иммигранты» составили большинство корейского населения в США.

### Американцы корейского происхождения после 1980-х годов
В 1980-х и 1990-х годах корейцы прославились не только тем, что открыли небольшие предприятия, такие как химчистки или магазины повседневного спроса, но и тем, что усердно насаждали церкви. Они отправлялись в заброшенные города и открывали предприятия, в которых демографически преобладали афроамериканцы. Иногда это приводило к публичным трениям с клиентами, которые демонстрировались в таких фильмах, как «Делай как надо!» Спайка Ли. В 1980-е годы их дети, как и дети других американцев азиатского происхождения, также попадали в заголовки газет и на обложки журналов благодаря тому, что учились в престижных университетах и имели высококвалифицированные рабочие профессии. Благоприятный социально-экономический статус и образование привели к тому, что американцев азиатского происхождения, включая американцев корейского происхождения, стали называть «образцовым меньшинством». Однако этот ярлык является спорным: многие люди утверждают, что ярлык «образцового меньшинства» высмеивает другие цветные сообщества и игнорирует проблемы, с которыми сталкиваются американцы корейского происхождения и другие этнические группы американцев азиатского происхождения. Например, 12,8% всех американцев корейского происхождения живут за чертой бедности или ниже нее.
Большое количество американцев корейского происхождения не имеют медицинской страховки из-за языковых барьеров. Кроме того, пожилые американцы корейского происхождения, которые подвергаются значительному риску развития психических расстройств, реже обращаются за психиатрической помощью даже при проявлении симптомов. Это происходит из-за стигматизации и культурных заблуждений относительно состояний психического здоровья.
Лос-Анджелес превратился в крупный центр сообщества американцев корейского происхождения. В 1990-х годах город пережил стремительные перемены, ознаменовавшиеся притоком корейцев и инвестициями корейских банков и корпораций. Многие предприниматели открыли небольшие предприятия и сильно пострадали во время беспорядков в Лос-Анджелесе в 1992. Совсем недавно стало известно, что Корейский квартал Лос-Анджелеса переживает упадок политической власти из-за изменения района и роста преступности, что вызвало массовый отток корейцев из района. Кроме того, после беспорядков 1992 года большое количество корейцев из Южной Калифорнии переехало в район залива Сан-Франциско, открыв предприятия и купив недвижимость недалеко от центра Окленда, что способствовало росту Корейского квартала этого города вплоть до начала 2000-х годов.
Согласно Паку (1998), насилие в отношении американцев корейского происхождения в 1992 году стимулировало новую волну политической активности среди американцев корейского происхождения, но также разделило их на два основных лагеря. «Либералы» стремились объединиться с другими меньшинствами Лос-Анджелеса, чтобы бороться против расового угнетения и поиска козлов отпущения. «Консерваторы» придавали особое значение закону и порядку и в целом поддерживали экономическую и социальную политику Республиканской партии. Консерваторы, как правило, подчеркивали политические различия между корейцами и другими меньшинствами, особенно афроамериканцами и латиноамериканцами. Абельман и Ли (1997) сообщают, что наиболее серьезным результатом стала политизация американцев корейского происхождения по всей территории США. Молодое поколение особенно остро осознало, что они были слишком мало вовлечены в американскую политику, и беспорядки переключили их политическое внимание с Южной Кореи на ситуацию в Соединенных Штатах.
Также ускоренный массовыми беспорядками 1992 года рост корейского населения округа Ориндж начался с корейского квартала Гарден-Гроув. По состоянию на 2020 год, округ Ориндж занимал второе место по количеству американцев корейского происхождения среди всех округов Америки, а в соседнем округе Лос-Анджелес их было больше всего – более 229 593. Первоначально корейцы переехали в Гарден-Гроув после того, как в 1950-х годах золотой олимпийский призер Сэмми Ли купил дом, дав понять другим этническим меньшинствам, что они могут переехать в округ Ориндж. С тех пор корейцы расселились по всему северному округу Ориндж, в основном сосредоточившись в Буэна-парке, Фуллертоне, Серритосе, Ла-Пальме, Сайпрессе и Ирвайне. Гарден-Гроув теперь является домом для более чем 1500 корейских предприятий, и с 1983 года здесь ежегодно проводятся корейский фестиваль, ночной рынок и парад. В основном старые и более традиционные корейские предприятия и рестораны находятся в Гарден-Гроув, в то время как более новые и модные сети, базирующиеся в Сеуле, часто располагаются в Буэна-парке и Ирвайне. The Source OC – это многоуровневый торговый центр в корейской тематике в Буэна-парке, в котором расположено более 100 ресторанов, а также бары в корейской тематике, школа, магазины K-pop и компьютерные кафе.
С начала 2000-х годов в округе Берген, штат Нью-Джерси, обосновалось значительное число состоятельных американских специалистов корейского происхождения, которые основали различные организации, оказывающие академическую и общественную поддержку, включая Организацию корейского родительского партнерства при средней школе Magnet Academies округа Берген и Ассоциацию Американцев корейского происхождения Нью-Джерси. Медицинский центр Holy Name в Тинеке, штат Нью-Джерси, в округе Берген, предпринял усилия по предоставлению комплексных медицинских услуг недостаточно застрахованным и незастрахованным корейским пациентам из разных стран с помощью своей корейской медицинской программы, привлекая более 1500 корейско-американских пациентов на свой ежегодный фестиваль здоровья. Корейский квартал Брод-авеню в округе Берген в Палисейдс-парке стал доминирующим центром корейской культуры, а его центр для пожилых людей является популярным местом сбора, где даже корейские бабушки, как было отмечено, следуют танцевальному тренду всемирно известного хита «Gangnam Style» южнокорейского «K-поп» рэпера Psy в сентябре 2012 года; в то время как близлежащий корейский квартал Форт-Ли также становится таковым. Корейский фестиваль урожая в честь дня благодарения «Чхусок» стал ежегодной традицией в округе Берген, в котором принимают участие несколько десятков тысяч человек.
Растущая корейская община округа Берген была упомянута исполнительной властью округа Кэтлин Донован в контексте назначения адвоката из Хакенсака, штат Нью-Джерси, Джей Ё. Кима на должность судьи Центрального муниципального суда в январе 2011 года. Впоследствии, в январе 2012 года, губернатор Нью-Джерси Крис Кристи выдвинул адвоката Филлипа Квона из округа Берген на должность судьи Верховного суда Нью-Джерси, хотя эта кандидатура была отклонена судебным комитетом Сената штата, и в июле 2012 года Квон был назначен вместо этого заместителем генерального юрисконсульта Портового управления Нью-Йорка и Нью-Джерси. Согласно данным The Record округа Берген, Бюро переписи населения США определило, что численность корейского населения округа по данным переписи 2010 года составляла 56 773 человека (увеличившись до 63 247 человек по данным опроса американского населения 2011 года) — выросла достаточно, чтобы обеспечить языковую помощь во время выборов, а корейцы округа Берген заслужили значительное политическое уважение. По состоянию на май 2014 года американцы корейского происхождения получили по крайней мере четыре места в городском совете округа Берген.

### Флэтбушский бойкот
В 1990 году магазины, принадлежащие американцам корейского происхождения, были бойкотированы в районе Флэтбушв боро Бруклин в Нью-Йорке. Бойкот, начатый чернокожим националистом Сонни Карсоном, продолжался шесть месяцев и стал известен как Флэтбушский бойкот.

### Полемика вокруг женщин для утешения
В мае 2012 года власти Палисейдс парка в округе Берген, штат Нью-Джерси, отклонили просьбы двух дипломатических делегаций из Японии убрать из общественного парка небольшой памятник – медную табличку на каменном блоке, установленную в 2010 году в память о женщинах для утех, тысячах женщин, многих кореянках, которые были обращены в сексуальное рабство японскими солдатами во время Второй мировой войны. Несколько дней спустя делегация Южной Кореи одобрила решение муниципалитета. Однако в соседнем Форт-Ли различные группы американцев корейского происхождения по состоянию на начало апреля 2013 года не могли прийти к единому мнению относительно дизайна и формулировок для такого памятника. В октябре 2012 года было объявлено о создании аналогичного мемориала в соседнем Хакенсаке, который будет установлен за зданием окружного суда Бергена, рядом с мемориалами Холокосту, Великому ирландскому голодомору, Геноциду армян и рабству в Соединенных Штатах. Открытие состоялось в марте 2013 года. Принесенные Японией Южной Корее в декабре 2015 года извинения и денежная компенсация в размере примерно 8 000 000 долларов за эти преступления в округе Берген, где был установлен первый в США памятник женщинам для утешения, в значительной степени провалились.

### Полемика вокруг Восточного моря
По данным The Record, Ассоциация американцев корейского происхождения Нью-Джерси в 2013 году обратилась к школьным властям округа Берген с просьбой использовать учебники, в которых Японское море также упоминается как Восточное море. В феврале 2014 года законодатели округа Берген объявили о принятии законодательных мер по включению названия «Восточное море» в будущие школьные учебники Нью-Джерси. В апреле 2014 года был подписан закон о признании упоминаний Японского моря в учебниках Вирджинии также как Восточного моря.

### Мемориал трагедии парома «Севоль» в США
В мае 2014 года Публичная библиотека Палисейдс-Парк в Нью-Джерси создала мемориал, посвященный жертвам трагического крушения парома «Севоль» у берегов Южной Кореи 16 апреля 2014 года.

### Злоупотребление в маникюрных салонах
Согласно расследованию, проведенному New York Times в 2015 году, злоупотребления со стороны корейских владельцев маникюрных салонов в Нью-Йорке и на Лонг-Айленде были повсеместными: по данным Ассоциации американцев корейского происхождения, от 70 до 80% владельцев маникюрных салонов в Нью-Йорке являются корейцами; с ростом числа салонов и их концентрацией по данным Бюро переписи населения США, с 2000 года численность населения в Нью-Йорке значительно превышает численность населения на остальной территории Соединенных Штатов. Злоупотребления обычно включали недоплату и неуплату работникам за оказанные услуги, создание плохих условий труда и стратификацию заработной платы и условий труда для корейских работников по сравнению с некорейцами.

### Последние статистические данные
Точность этой информации трудно определить, поскольку данные получены из корейского консульства в Корее и по каналам различных организаций, связанных с Кореей. Например, десятки тысяч женщин-иммигранток, вышедших замуж за военнослужащих США в Кеннеди с 1950-х годов и усыновленных после освобождения Соединенных Штатов, не были учтены в статистике корейского консульства.

## Языки
Американцы корейского происхождения могут говорить на сочетании английского и корейского языков в зависимости от того, где они родились и когда иммигрировали в Соединенные Штаты. Новые иммигранты часто используют смесь корейского и английского языков (конглиш), что также известно как переключение кодов.

## Памятники и знаменитости
День американцев корейского происхождения, отмечаемый 13 января, посвящен прибытию первых корейских иммигрантов в Соединенные Штаты 13 января 1903 года. Этот день был впервые провозглашен президентом Джорджем Бушем в 2003 году и официально признан Конгрессом США в 2005 году. В нем отмечается значительный вклад американцев корейского происхождения в различные области, такие как малый бизнес, армия, религиозное лидерство, медицина, искусство и политика, что отражает их влияние на американское общество на протяжении более чем столетия.

## Политика
Согласно опросу, проведенному газетой Asia Times перед президентскими выборами в США в 2004 году, американцы корейского происхождения отдали предпочтение кандидату от республиканцев Джорджу Бушу с отрывом от демократа Джона Керри на 41-38%, остальные 19% не определились или проголосовали за других кандидатов. Однако, согласно опросу, проведенному AALDEF, большинство американцев корейского происхождения, проголосовавших на президентских выборах 2004 года, отдали предпочтение демократу Джону Керри с перевесом в 66% против 33% по сравнению с кандидатом от республиканцев Джорджем Бушем. А другой опрос, проведенный AALDEF, показал, что большинство американцев корейского происхождения, проголосовавших на президентских выборах 2008 года, отдали предпочтение демократу Бараку Обаме с перевесом от 64% до 35% по сравнению с республиканцем Джоном Маккейном. На президентских выборах в США 2008 года американцы корейского происхождения отдали предпочтение демократу Бараку Обаме, а не республиканцу Джону Маккейну, около 59% до 41%. Однако зарегистрированных американцев корейского происхождения-республиканцев по-прежнему больше, чем зарегистрированных демократов. Американцы корейского происхождения, из-за своих республиканских и христианских убеждений, подавляющим большинством поддержали конституционный запрет однополых браков в Калифорнии, предложение 8.
Согласно многоязычному экзит-поллу, проведенному на выборах 2012 года, 77% американцев корейского происхождения проголосовали за демократа Барака Обаму, в то время как только 20% проголосовали за республиканца Митта Ромни. Опрос также показал, что 60% американцев корейского происхождения относят себя к демократам, в то время как только 14% американцев корейского происхождения относят себя к республиканцам.
На президентских выборах 2016 года большинство американцев корейского происхождения (75%) проголосовали за Хиллари Клинтон.

### Американцы корейского происхождения в Конгрессе США
Избранный в 1992 году, Джей Ким стал первым американцем корейского происхождения, избранным в Конгресс. Он представлял часть округа Ориндж, штат Калифорния. В 1998 году он потерпел поражение на республиканских праймериз и переизбрался.
В 2018 году Энди Ким был избран в Конгресс от центрального Нью-Джерси, став первым демократом и вторым в целом американцем корейского происхождения, занявшим пост в Конгрессе.
На выборах 2020 года в Конгресс впервые были избраны три американки корейского происхождения: республиканки Янг Ким и Мишель Стил из Калифорнии и демократ Мэрилин Стрикленд из Вашингтона.
Из пяти американцев корейского происхождения, избранных в Конгресс США, только Энди Ким родился в Соединенных Штатах: Джей Ким, Янг Ким, Мишель Стил и Мэрилин Стрикленд родились в Корее и иммигрировали, при этом отец Стрикленд служил в американской армии.
- Энди Ким: Родившийся 12 июля 1982 года в Бостоне, штат Массачусетс, в семье корейских иммигрантов, Энди Ким — единственный среди нынешних американцев корейского происхождения членов Конгресса, родившийся в Соединенных Штатах. С 3 января 2019 года он является членом Демократической партии, представляющим Нью-Джерси.
- Янг Ким: Янг Ким родилась 18 октября 1962 года в Инчхоне, Южная Корея. Она является конгрессвумен-республиканкой, представляющим 39-й избирательный округ Калифорнии, и вступила в должность 3 января 2021 года.
- Мишель Стил: Мишель Пак Стил, родившаяся в Южной Корее, является конгрессвумен-республиканкой, представляющим 48-й избирательный округ Калифорнии. Она занимает эту должность с 3 января 2021 года.
- Мэрилин Стрикленд: Мэрилин Стрикленд родилась в Сеуле, Южная Корея. Она является конгрессвумен-демократкой, представляющим 10-й избирательный округ штата Вашингтон, и занимает эту должность с 3 января 2021 года. Стрикленд является первой афроамериканкой, представляющей штат Вашингтон на федеральном уровне, и первой женщиной американкой корейского происхождения, избранной в Конгресс за всю его историю.
- Джей Ким: Джей Ким, который в прошлом служил, родился в 1939 году в Кёнсоне (ныне Сеул), Южная Корея, во время японской оккупации Кореи. В 1961 году он иммигрировал в Соединенные Штаты и позднее занимал пост конгрессмена-республиканца.

## Религия
Исторически американцы корейского происхождения имели очень сильное христианское, особенно протестантское, наследие. От 60% до 65% опрошенных считают себя христианами; 40% из них — это иммигранты, которые не были христианами на момент прибытия в Соединенные Штаты. В Соединенных Штатах насчитывается около 4000 корейских христианских церквей. Согласно опросу 2016 года, пресвитерианские церкви составили 42%, за ними следуют баптисты (17%) и методисты (12%). Однако, согласно исследованию Калифорнийского университета в Риверсайде, проведенному в 2020 году, 64% корейско-американских христиан идентифицируют себя как пресвитериане, за которыми следуют методисты (11%) и баптисты (7%).
По данным опроса, проведенного в 2022–2023 годах, американцы корейского происхождения занимают второе место по проценту лиц, идентифицирующих себя как христиане. 59% американцев корейского происхождения считают себя христианами. Эти статистические данные контрастируют с другими группами американцев азиатского происхождения, такими как китайцы, японцы, индийцы и вьетнамцы, из которых от 15 до 36% считают себя христианами.
Большинство американцев корейского происхождения из разных социальных категорий посещают церковь. Вон Му Хур объясняет это четырьмя факторами, включая христианское происхождение как ранних, так и недавних иммигрантов, а также этническую функцию церкви американцев корейского происхождения. Многие из первых корейских иммигрантов были христианами в Корее, приехавшими в США при поддержке американских миссионеров. Церкви, основанные первыми корейскими иммигрантами, таким образом, стали ассоциироваться с этническими организациями. Корейские иммигранты, прибывшие в США после принятия Закона об иммиграции в США в 1965 году, также были выходцами из городского среднего класса и в основном были христианами.
В 2004 году в США насчитывалось 89 корейских буддийских храмов; крупнейший из них, храм Са Чал в Лос-Анджелесе, был основан в 1974 году. Небольшое меньшинство, около 2–10 % американцев корейского происхождения, являются буддистами. Причины обращения семей корейских иммигрантов в христианство включают в себя отзывчивость христианских церквей к нуждам иммигрантов, а также их общинный характер, в то время как буддийские храмы поощряют индивидуальную духовность и практику и предоставляют меньше возможностей для общения в социальных сетях и бизнеса, а также социальное давление со стороны других корейцев, побуждающее их принять христианство. Большинство американцев корейского происхождения христиан не практикуют традиционные конфуцианские родовые обряды, практикуемые в Корее (в Корее большинство католиков, буддистов и неверующих практикуют эти обряды).

## Социально-экономический статус
По данным анализа опроса американского общества за 2017–2019 годы, проведенного исследовательским центром Pew в 2019 году, средний годовой доход домохозяйства всех корейцев в США составил 72 200 долларов США (меньше, чем 85 800 долларов США для всех азиатов в США). Однако средний доход домохозяйства корейцев, родившихся в США, составил 88 100 долларов, что превышает средний доход домохозяйства всех азиатов в США.
Что касается занятости (гражданских лиц в возрасте 16 лет и старше), 62% всех корейцев в США были трудоустроены по сравнению с 62% всех азиатов в США. При уровне занятости 68% корейцы, родившиеся в США, имели немного больше шансов быть трудоустроенными, чем корейцы, родившиеся за рубежом, уровень занятости которых составляет 59%.

## Кухня
Кухню американцев корейского происхождения можно описать как слияние традиционной корейской кухни с американской культурой и вкусами. Такие блюда, как «корейские тако», появились в результате контактов между корейскими владельцами магазинов Bodega и их мексиканскими рабочими в районе Лос-Анджелеса, распространившись из одного фургончика с едой (Kogi Korean BBQ) в ноябре 2008 года на национальную сцену восемнадцать месяцев спустя.
По словам шеф-повара Роя Чоя (Kogi Korean BBQ), сундубу-ччигэ — блюдо, придуманное корейскими иммигрантами в Лос-Анджелесе. В 2021 году журнал Thrillist назвал округ Берген, штат Нью-Джерси, лучшим местом в Америке для корейского барбекю.
Часто шеф-повара заимствуют корейские вкусы и технологии приготовления, которые они используют в том стиле, который им наиболее удобен (будь то техасско-мексиканский, китайский или чисто американский). Даже классический продукт американской кухни — гамбургер - можно приготовить по-корейски - Пулькоги бургеры (корейское барбекю).
С ростом популярности кулинарии и кулинарных экспериментов шеф-повара, домохозяйки, любители вкусно поесть и кулинарные фанаты стали смелее в своем выборе, отдавая предпочтение более изобретательным, фирменным и этническим блюдам. Корейская еда, уже популярная среди своего подвида населения, разбросанного по всем Соединенным Штатам, дебютировала во многих корейских кварталах, расположенных в мегаполисах, включая Лос-Анджелес ; Гарден-Гроув и Буэна-Парк в округе Ориндж, Калифорния ; Квинс и Манхэттен в Нью-Йорке; Палисейдс-Парк и Форт-Ли в округе Берген, штат Нью-Джерси; Аннандейл, штат Вирджиния; Филадельфия; Атланта; Даллас; и Чикаго. Корейская кухня отличается уникальными и смелыми вкусами, цветами и стилями; к ним относятся кимчи, часто острое блюдо из соленых и ферментированных овощей (Пэчу-кимчи, Ккактуги), пасты длительного брожения (кочхуджан, твенджан), рисовые лепешки или блюда из лапши и рагу (ттокпокки, нэнмён), маринованное и жареное мясо (пулькоги, кальби), а также множество блюд из морепродуктов с использованием рыбных котлет, осьминогов, кальмаров, моллюсков и рыбы.
Было отмечено, что в 2018 году в Нью-Джерси резко возросла популярность корейской кухни. Брод-авеню в парке Палисейдс округа Берген, Корейский квартал в Нью-Джерси также превратился в место, где подают корейские десерты; а в Корейском квартале Лонг-Айленда в Нью-Йорке появился «Пояс кимчи» длиной в пять миль.
Корейская сеть кофеен «Caffe Bene», где также подают мисугару, привлекла корейских предпринимателей в качестве франчайзи для начала своей первоначальной экспансии в Соединенные Штаты, начав с округа Берген, Нью-Джерси и столичного региона Нью-Йорка.

## Нелегальная иммиграция
В 2012 году Министерство внутренней безопасности подсчитало, что 230 000 «нелегальных иммигрантов» были рождены в Южной Корее. Это седьмая по величине национальность нелегальных иммигрантов после выходцев из Мексики, Сальвадора, Гватемалы, Гондураса, Филиппин и Индии.